# Gérard Le Stang
Gérard Francis Le Stang (ur. 28 czerwca 1963 w Plougonvelin) – francuski duchowny katolicki, biskup Amiens od 2021.

## Życiorys
Święcenia kapłańskie otrzymał 17 czerwca 1990 i został inkardynowany do diecezji Quimper. Był m.in. wychowawcą w seminarium duchownym w Vannes, rektorem seminarium w Rennes, wikariuszem generalnym diecezji oraz pomocniczym sekretarzem generalnym Konferencji Episkopatu Francji.
20 marca 2021 papież Franciszek mianował go ordynariuszem diecezji Amiens. Sakry udzielił mu 13 maja 2021 arcybiskup Éric de Moulins-Beaufort.